# جيمس أ. وين جونيور
جيمس أ. وين جونيور (بالإنجليزية: James A. Wynn, Jr.) هو قاضي ومحامي أمريكي، ولد في 17 مارس 1954 في الولايات المتحدة.